# جامعة مايو
جامعة مايو في القاهرة هي جامعة غير ربحية وتعليمية وبحثية في 15 مايو، القاهرة، مصر.

## التاريخ
في 08 أكتوبر 2019، أصدر رئيس جمهورية مصر العربية القرار رقم 560 لسنة 2019 بشأن إنشاء جامعة خاصة باسم "جامعة مايو"، تكون لها شخصية اعتبارية خاصة، ويكون مقرها مدينة 15 مايو بمحافظة القاهرة، ولا يكون غرضها الأساسي تحقيق الربح.

## الكليات
- كلية الهندسة
- كلية السياسة والاقتصاد وإدارة الأعمال
- كلية العلاج الطبيعي